# Luis Alberto Moreno Mejía
Luis Alberto Moreno (3 de maig de 1953) és un diplomàtic, periodista i home de negocis colombià, que va ser nomenat President del Banc Interamericà de Desenvolupament, BID, el 27 de juliol de 2005.
Moreno va exercir com a Ambaixador de Colòmbia a Washington D.C. entre 1998 i 2005, període en què va tornar al seu curs normal les relacions entre els dos països, deteriorades arran dels escàndols que van sacsejar l'elecció d'Ernesto Samper com a President de Colòmbia el 1994.
A més de la seva gestió diplomàtica, Luis Alberto Moreno va ser assessor de l'empresari colombià Luis Carlos Sarmiento Angulo i d'Andrés Pastrana abans que aquest últim exercís la Presidència de Colòmbia. Abans de la presidència de Pastrana va ser president de l'Institut de Foment Industrial (IFI), entre desembre de 1991 a juliol de 1992 i posteriorment Ministre de Desenvolupament Econòmic (juliol de 1992 i gener de 1994).
Titulat en administració de negocis i economia la Florida Atlantic University el 1975. Màster de direcció d'empreses (MBA) de l'escola de negocis Thunderbird School of Global Management. Va estudiar un postgrau de periodisme (Nieman Fellowship) a la Universitat Harvard (1990-1991). L'any 2008 va rebre el grau de Doctor Honoris Causa per la Universitat Nacional Major de San Marcos.

## El cas Chambacú
Luis Alberto Moreno es va veure embolicat en un presumpte cas de corrupció quan sent Ministre de Desenvolupament va nomenar com a director de l'Inurbe (Institut Nacional d'Habitatge d'Interès Social i Reforma Urbana) a Héctor García Romero que segons algunes investigacions hi hauria beneficiat els interessos econòmics de Moreno i l'avui ministre de relacions exteriors Fernando Araújo Perdomo entre altres grans famílies, en un projecte de construcció a Cartagena sobre un terreny conegut com a Chambacú on habitaven famílies d'escassos recursos.